# اندیس آغباش
آغباش یک اندیس فلزی است که در حوالی شهر خوی استان آذربایجان غربی قرار دارد و مادهٔ معدنی موجود در آن، مس است.سنگ میزبان این اندیس متا بازالت، گابرو است و دیرینگی آن به دوران کرتاسه بالایی می‌رسد. در این اندیس، پاراژنز‌های پیریت، مالاکیت، آزوریت، آلبیت، تری مولیت یافت می‌شوند.